# ویلبرتن نامبر تو (پنسیلوانیا)
ویلبرتن نامبر تو (به انگلیسی: Wilburton Number Two) یک منطقهٔ مسکونی در ایالات متحده آمریکا است که در شهرستان کلمبیا، پنسیلوانیا واقع شده‌است. ویلبرتن نامبر تو ۱٫۹۴ کیلومتر مربع مساحت و ۹۶ نفر جمعیت دارد و ۵۴۲٫۵۵ متر بالاتر از سطح دریا واقع شده‌است.